# Fulton (condado de Oswego, Nueva York)
Fulton fundada en 1902, es una ciudad ubicada en el Condado de Oswego en el estado estadounidense de Nueva York. En el año 2000 tenía una población de 11,855 habitantes y una densidad poblacional de 1,198.2 personas por km².

## Geografía
Fulton se encuentra ubicada en las coordenadas 43°19′12″N 76°24′48″O / 43.32000, -76.41333. Según la Oficina del Censo, la ciudad tiene un área total de 12,3 km² (4,7 mi²), de la cual 9,9 km² (3,8 mi²) es tierra y 2,4 km² (0,9 mi²) (19.75%) es agua.

## Demografía
De acuerdo al censo de 2000, había 11,855 personas, 4,923 hogares y 2,973 familias residiendo en la ciudad. La densidad de población era de 3,102.9 habitantes por milla cuadrada (1,198.0/km²). Había 5,501 viviendas con una densidad promedio de 1,439.8 por milla cuadrada (555.9/km²). La composición racial de la ciudad era 96.80% blanca, 0.74% afroamericana, 0.37% amerindia, 0.33% asiática, 0.03% isleña del Pacífico, 0.88% de otras razas y 0.85% de dos o más razas.
Según la Oficina del Censo en 2000 los ingresos medios por hogar en la localidad eran de $29,054, y los ingresos medios por familia eran $38,655. Los hombres tenían unos ingresos medios de $35,665 frente a los $23,102 para las mujeres. La renta per cápita para la localidad era de $16,133. Alrededor del 19.3% de la población estaban por debajo del umbral de pobreza.